# Jeanne-d'Arc (metropolitana di Tolosa)
Jeanne-d'Arc è una stazione della metropolitana di Tolosa, inaugurata il 30 giugno 2007. È dotata di una banchina a 11 porte e perciò non può accogliere treni composti da più di due vetture.

## Architettura
L'opera d'arte all'interno della stazione è realizzata da Sophie Calle. Dei messaggi scorrono su uno schermo e questi messaggi sono scritti dalle persone che vorrebbero rivedere una persona incontrata per caso sulla rete. I messaggi possono essere scritti sul sito: transport amoureux

## Servizi
La stazione dispone di:
- Biglietteria automatica
- Scale mobili